# أحمد ذكي عبد الحليم
أحمد ذكي عبد الحليم صحفي وكاتب مصري راحل. رأس تحرير عدة صحف ومجلات. كان مديرًا عامًّا لدار الهلال ومديرًا لتحرير مجلة حواء المصرية.

## حياته
انتُخب عضوًا في مجلس إدارة اتحاد كتاب مصر. كتب عددًا من المقالات النقدية للعديد من رموز الأدب، برع في كتابة الرومانسيات وتابع الكثيرون ما كان يكتبه في مجلة حواء تحت اسم (حبيبتي الغالية). وأشرف على تحرير مجلة «مرآة فينوس».

## مؤلفاته
- قلوب العشاق، مكتبة مدبولي
- قلوب المشاهير، مكتبة جزيرة الورد
- حبيبتي الغالية، دار ابن لقمان